# Dolina Sławkowska

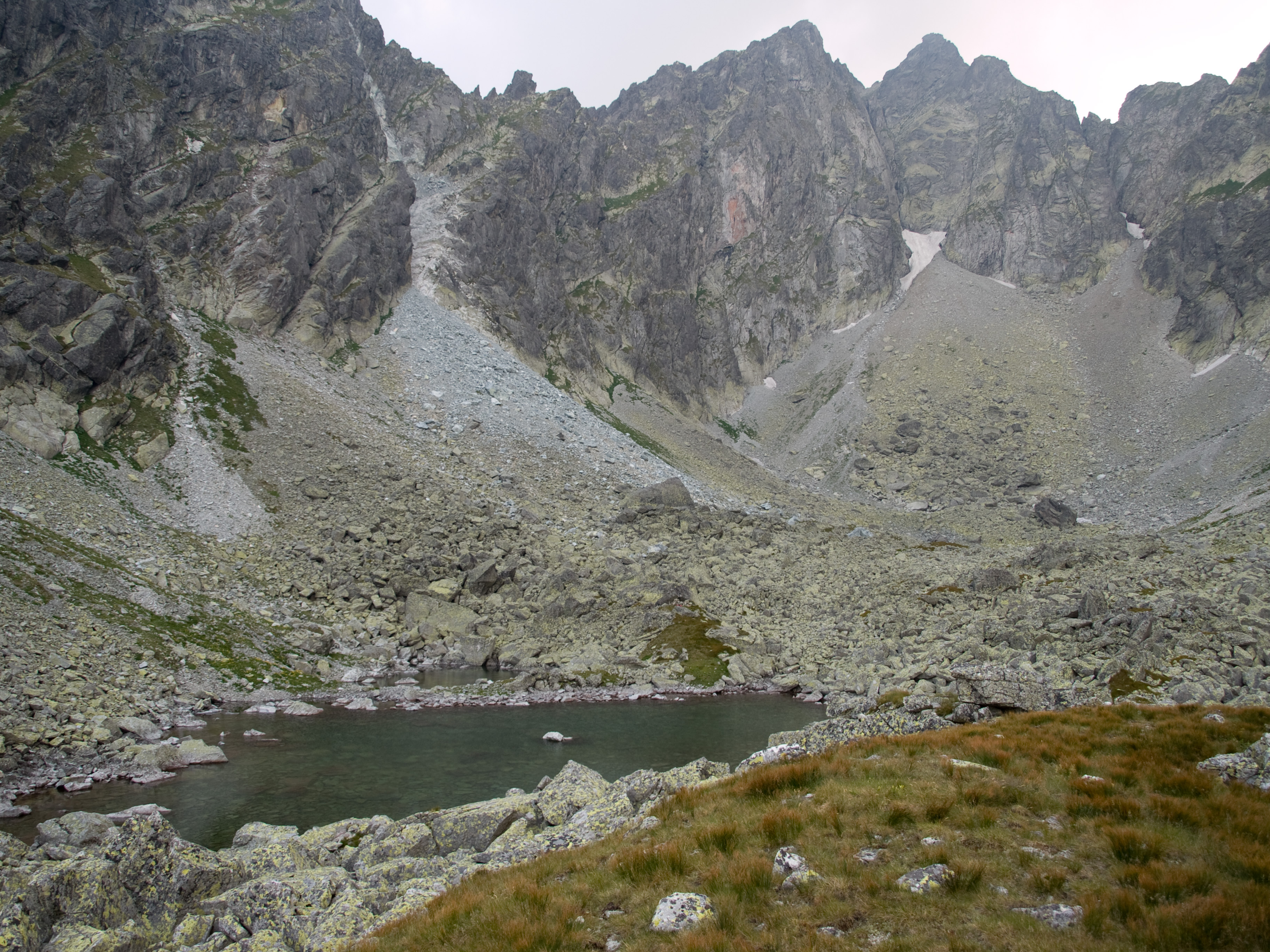
Górne partie Doliny Sławkowskiej z Granackim Stawem i Granackim Okiem

Dolina Sławkowska (słow. Slavkovská dolina, niem. Kastenbergtal, Blásytal, węg. Szekrényes-völgy, Blásy-völgy) – niewielka (ok. 2,0 km długości) dolina tatrzańska położona na terenie Słowacji. Na zachodzie graniczy z Doliną Wielicką (Velická dolina), rozdziela je grań Granatów Wielickich (Granátové veže, Velické granáty), ciągnąca się od Staroleśnego Szczytu (Bradavica). Od położonej na północ od niej Doliny Staroleśnej oddzielają ją ramiona Sławkowskiego Szczytu (Slavkovský štít) od Staroleśnego Szczytu przez Warzęchowe Turnie (Skrinicové veže), Sławkowską Grań (Vareškový hrebeň), Sławkowski Szczyt.
Od południa dolina jest otwarta, jej zboczem przebiega trasa Magistrali Tatrzańskiej. Do doliny nie poprowadzono znakowanych szlaków turystycznych. Jej wnętrze skrywa w górnej części (na wysokości ok. 2033 m n.p.m.) niewielki Granacki Staw (Szontághovo pleso), a niżej wśród kosodrzewiny znajdują się małe Sławkowskie Stawki (Slavkovské plieska). Dnem doliny płynie Sławkowski Potok (Slavkovský potok), którego źródła znajdują się w jej środkowych partiach.
Turyści bywali w Dolinie Sławkowskiej przy okazji wejść na Sławkowski Szczyt prawdopodobnie już w XVII wieku, a w drugiej połowie XIX wieku już często. Zimą jako pierwszy w dolinie mógł być Miklós Szontagh senior między 1873 a 1880 rokiem lub Eduard Blásy z przewodnikiem J. Gellhofem 15 stycznia 1893 r.
Dolina jest rezerwatem ścisłym i obowiązuje tu całkowity zakaz wstępu.

## Szlaki turystyczne
– dolną część doliny krzyżuje znakowana czerwono Magistrala Tatrzańska na odcinku od Wielickiego Stawu do Smokowieckiego Siodełka. Czas przejścia: 2:05 h, z powrotem 2:25 h